# Carl von Senden
Carl Wolff Justinian Freiherr von Senden (* 20. Juni 1808 in Darmstadt; † 8. März 1879 in Potsdam) war ein preußischer Beamter und führte als Regierungspräsident (1852–1856) den Regierungsbezirk Köslin in der Provinz Pommern.

## Herkunft
Er war ein Angehöriger der adligen Familie Schuler von Senden. Seine Eltern waren Carl Schuler von Senden (* 1752; † 1833) und dessen Ehefrau Henriette Margarethe Beata Vitzthum von Eckstädt, Erbfrau auf Radschütz, Irsingen und Züchen. Sein Vater war Großherzoglich-Hessischer Minister und Gesandter in Berlin. Der preußische General der Infanterie Friedrich Schuler von Senden war sein Onkel.
Seine Schwester Mathilde (1802–1854) war mit dem preußischen Generalleutnant Wilhelm Ulrich von Thun verheiratet.

## Leben
Carl von Senden studierte Jura an der Friedrich-Wilhelms-Universität in Berlin. 1831 nach Abschluss seines Studiums trat er als Regierungsassessor bei der Regierung in Stettin in die preußische Verwaltung ein. 1839 wechselte er zur Regierung in Königsberg, um 1841 zur Regierung in Merseburg versetzt zu werden. Als Regierungsrat arbeitete er 1843 in der Regierung in Danzig. 1850 war er Mitglied des Volkshauses des Erfurter Unionsparlaments.
1852 wurde er als Nachfolger von August Ludwig Leopold von Fritsche Regierungspräsident des Regierungsbezirk Köslin in der Provinz Pommern und bekleidete das Amt bis zu seiner Pensionierung 1856.
1854 erhielt von Senden den Roten Adlerorden, II. Klasse mit Eichenlaub und Schwertern verliehen. 1859 wurde Senden zum Rechtsritter des Johanniterordens auf dem Sitz des Herrenmeisters in Sonnenburg geschlagen. 1863 berief König Wilhelm I. Senden aus besonderem Königlichen Vertrauen zum Mitglied des Preußischen Herrenhauses auf Lebenszeit. 1865 würdigte der König Senden mit dem Roten Adlerorden, II. Klasse mit Stern.

## Ehe und Nachkommen
Carl von Senden heiratete am 29. Dezember 1835 Nanny von Blumenthal (1812–1894). Sie erhielten zur Hochzeit als Mitgift das Rittergut Natzlaff im Kreis Schlawe, Pommern. Das Paar hatte mehrere Kinder:
- Heinrich August Werner Karl (* 21. Juli 1837; † 18. Februar 1913), Herr auf Netzlaff, Radebahr, Datzow, Carlotte Elisenhof, Mitglied des Preußischen Herrenhauses ⚭ 1862 Freiin Betty von Sobeck (* 13. November 1841; † 6. Januar 1882),[3] Tochter von Wilhelm von Sobeck
- Otto Ludwig Ernst Carl (* 13. Oktober 1838), Oberst a. D.; unvermählt; kgl. preuß. Kammerherr, RR Johanniterorden, vorm. dienst. Kavalier und Vorstand des Hofstaates der Prinz. Luise von Preußen
- Elisabeth Hedwig Helene (* 15. September 1844; † 10. Mai 1896) ⚭ 1867 August von Zastrow († 10. Mai 1896), Oberregierungsrat, RR Johanniterorden